# Stiftung Arbeit und Umwelt
Die Stiftung Arbeit und Umwelt der IGBCE  ist der Nachhaltigkeits-Think-Tank der Industriegewerkschaft Bergbau, Chemie, Energie. Ihr Hauptsitz ist seit 2001 Hannover. Eine weitere Niederlassung befindet sich seit 2018 in Berlin. Die Stiftung ist Mitglied im Bundesverband deutscher Stiftungen. Das Stiftungsvermögen beträgt derzeit rund 3 Millionen Euro.

## Ziele und Aufgaben
Die Stiftung legte bereits zur Gründung als ihre zentrale Aufgabe fest, Verbesserungen der Umwelt-, Arbeits- und Lebensbedingungen der Menschen in einer modernen Industriegesellschaft zu fördern. Dieses Anliegen war zu dieser Zeit noch nicht selbstverständlich, die Vereinbarkeit von Arbeit und Umwelt wurde damals noch kontrovers diskutiert. Heute ist der Klimawandel ins Zentrum der politischen Wahrnehmung gerückt. Vor diesem Hintergrund und der rapiden technologischen Veränderung wächst das Risiko gesellschaftlicher Ungleichheit. Die Stiftung Arbeit und Umwelt legt heute entsprechend ihren Arbeitsschwerpunkt auf die Förderung einer erfolgreichen ökologischen und wirtschaftlichen Transformation, für die soziale Gerechtigkeit, Gute Arbeit und demokratische Mitbestimmung im Arbeitsumfeld als unverzichtbare Ausgangsvoraussetzung gesehen wird.
Als ihre Leitvorstellung bezeichnet die Stiftung eine „nachhaltig-zukunftsverträgliche Entwicklung“. Dies bedeutet, so die Satzung, dass die heutige Generation so leben und wirtschaften soll, dass sie ihre eigenen Bedürfnisse befriedigen kann, ohne die Zukunftschancen der nachfolgenden Generationen zu gefährden.
Zu den Zielen gehört laut Satzung unter anderem, die soziale Sicherheit, Arbeit, Gleichberechtigung und individuellen Entwicklungschancen zu erhalten und langfristig zu sichern.
Die Stiftung ist bundesweit tätig und fördert laut Satzung ausschließlich Projekte in Deutschland. Diese können allerdings mit ausländischen Partnern kooperieren. Einige Projekte werden mit Drittmitteln unterstützt.

## Ausrichtung seit 2017
Im Jahr 2017 wurde die Stiftung inhaltlich neu aufgestellt als Nachhaltigkeits-Think Tank mit einer ausgeprägt industriegewerkschaftlichen und arbeitnehmerorientierten Perspektive. Ab 2018 wurden unter anderem mehrere Standortkonferenzen zum Thema Strukturwandel und Kohleausstieg in der Lausitz und Nordrhein-Westfalen organisiert sowie Studien mit dem Schwerpunkt Regional- und Strukturpolitik in Folge des Kohleausstiegs veröffentlicht. Weitere Veranstaltungen folgten ab 2019 zu den Schwerpunktthemen Beschäftigungseffekte der deutschen Klimapolitik, sozial gerechte CO2-Preismodelle, mögliche Beschäftigungseffekte und technologische Optionen einer Verkehrswende, Digitalisierung und Arbeitsqualität sowie gewerkschaftliche Gestaltungsoptionen im Hinblick auf den betrieblichen Einsatz von Künstlicher Intelligenz (KI). Seit 2017 legt die Stiftung in ihrer Arbeit einen Schwerpunkt auf Analysen und Studien, die in Veranstaltungen, Fachkreisen und in der Öffentlichkeit vorgestellt werden und zu politischen Handlungsempfehlungen in den Themenbereichen Nachhaltige Industriepolitik und Industriearbeit der Zukunft ausgearbeitet werden. Der empirische Fokus liegt dabei auf den Branchen im Organisationsbereich der IGBCE (die Energiewirtschaft und energieintensiven Industrien). Zudem werden Betriebsräte in Fragen der aktuellen Transformationsprozesse fortgebildet und betreut.

## Arbeitsschwerpunkte
Seit 2019 setzt die Stiftung in ihrer Arbeit vier zentrale Themenschwerpunkte: Energiewende und Sektorenkopplung, Transformation der Industrie, CSR und Mitbestimmung und Transformation der Arbeit. Im Jahr 2021 startete sie die Reihe Branchenausblicke 2030+, die schwerpunktmäßig die sozialen und ökologischen Herausforderungen der Branchen in der Zuständigkeit der IGBCE analysiert. Im September 2021 veranstaltete die Stiftung kurz vor der Bundestagswahl gemeinsam mit der Industriegewerkschaft Bergbau, Chemie, Energie ein Transformationscamp zu den Themen sozial-ökologische Transformation, Gute Arbeit und Mitbestimmung.

## Geschichte
Gegründet wurde die gemeinnützige Stiftung Arbeit und Umwelt 1990 von der damaligen IG Chemie, Papier, Keramik. Damit war sie europaweit die erste Umweltstiftung einer Gewerkschaft und ist dies bis heute geblieben. Anlass zur Gründung war das 100-jährige Bestehen der IG Chemie, Papier, Keramik. Das Stiftungskapital betrug 1 Million DM. Stiftungssitz war Bitterfeld.
Im Frühjahr 1991 wurde die IG Chemie, Glas, Keramik in Ostdeutschland aufgelöst. Der Auflösungskongress beschloss, aus dem vorhandenen Vermögen das Kapital der Stiftung Arbeit und Umwelt mit 6 Millionen DM aufzustocken. Die Stiftung verfolgte zuerst vor allem das Ziel, nach der deutschen Einheit insbesondere in Ostdeutschland die drängenden Themen Umweltsanierung und Qualifizierung im aktuellen Wandlungsprozess zu bearbeiten. Auf der Grundlage eigener Studien begann die Stiftung Arbeit und Umwelt, Unternehmen zu beraten, Weiterbildungen durchzuführen und konkrete Umweltprojekte zu begleiten. Es wurden Studien zur Arbeits- und Umweltsituation in der Chemiebranche im Gebiet der ehemaligen DDR durchgeführt und auf Veranstaltungen diskutiert. Auf dieser Basis wurden Handlungsempfehlungen erarbeitet für einen nachhaltigen regionalen Strukturwandel. Besonderes Gewicht wurde auf die Zusammenarbeit mit den betroffenen Arbeitnehmern und Arbeitnehmerinnen gelegt. Während zuerst die meisten Projekte zu Organisation des Umweltschutzes in Unternehmen durchgeführt wurden, kamen später auch Projekte hinzu, bei denen durch Kooperationen mit Kommunen und Unternehmen die Abfallwirtschaft in den neuen Bundesländern neu organisiert wurden, wobei die dortigen Erfahrungen aus der Recyclingwirtschaft und dem Ressourcenschutz aufgegriffen wurden.
1994 wurde die neue Umweltministerin im Kabinett Kohl V, Angela Merkel, stellvertretende Vorsitzende der Stiftung Arbeit und Umwelt und blieb dies bis 1999. Im Jahr 1997 fusionierte die IG CPK mit der IG Bergbau und Energie (IG BE) sowie der Gewerkschaft Leder (GL) zur Industriegewerkschaft Bergbau, Chemie, Energie (IG BCE), an die seitdem die Stiftung Arbeit und Umwelt organisatorisch angebunden ist.
Im Jahr 2017 wurde die Stiftung inhaltlich neu aufgestellt als Nachhaltigkeits-Think Tank mit einer ausgeprägt industriegewerkschaftlichen und arbeitnehmerorientierten Perspektive. Ab 2018 wurden unter anderem mehrere Standortkonferenzen zum Thema Strukturwandel und Kohleausstieg in der Lausitz und Nordrhein-Westfalen organisiert sowie Studien mit dem Schwerpunkt Regional- und Strukturpolitik in Folge des Kohleausstiegs veröffentlicht. Weitere Veranstaltungen folgten ab 2019 zu den Schwerpunktthemen Beschäftigungseffekte der deutschen Klimapolitik, sozial gerechte CO2-Preismodelle, mögliche Beschäftigungseffekte und technologische Optionen einer Verkehrswende, Digitalisierung und Arbeitsqualität sowie gewerkschaftliche Gestaltungsoptionen im Hinblick auf den betrieblichen Einsatz von Künstlicher Intelligenz (KI).

## Umweltpreise
Die Umweltpreise der Stiftung Arbeit und Umwelt wurden von 1993 bis 2015 an Organisationen verliehen, die besondere Leistungen im Bereich Arbeit und Umwelt vorweisen konnten. Bewerben konnten sich Unternehmen, Verwaltungen und Einrichtungen aller Branchen und Größen ab 20 Beschäftigten mit Sitz in Deutschland. Er war mit 25.000 € dotiert.

## Organisationsstruktur
Die Stiftung hat einen fünfköpfigen Vorstand:
- Michael Vassiliadis (Vorstandsvorsitzender), Vorsitzender der IG BCE,
- Herlind Gundelach (Stellvertreterin), Mitglied der CDU/CSU-Fraktion im Deutschen Bundestag,
- Alexander Bercht, Abteilungsleiter Politik und Gesellschaft, IG BCE,
- Margit Conrad, ehemalige Bevollmächtigte für das Land Rheinland-Pfalz im Bund und in Europa,
- Thomas Wessel, EVONIK, Arbeitsdirektor und Mitglied des Vorstandes

Im Beirat der Stiftung sind:
- Lutz Pscherer (Beiratsvorsitzender), Gesamtbetriebsratsvorsitzender der 50 Hertz Transmission GmbH,
- Hasan Allak, Konzernbetriebsratsvorsitzender der Continental AG,
- Thorben Albrecht, Grundsatzfragen und Gesellschaftspolitik IG Metall,
- Christian Growitsch, Institutsleiter des Fraunhofer-Zentrums IMW,
- Peter Jahns, Geschäftsleitung der Effizienz-Agentur NRW,
- Brigitta Huckestein, Senior Manager für Energie- und Klimapolitik bei der BASF SE Ludwigshafen,
- Bettina Kohlrausch, Wissenschaftliche Direktorin des WSI der Hans-Böckler-Stiftung,
- Alexandra Krieger, Bereichsleiterin Controlling der IGBCE,
- Kai Niebert, Präsident des Umweltdachverbands Deutscher Naturschutzring (DNR).

## Finanzierung
Die Stiftung finanziert sich aus den Zinsen und Erträgen des Stiftungskapitals und von Spenden. Seit 1998 ist die Stiftung wegen Förderung des Umweltschutzes als besonders förderungswürdige Organisation anerkannt.